# Brachycolus brachysiphon
Brachycolus brachysiphon är en insektsart som beskrevs av Richards 1963. Brachycolus brachysiphon ingår i släktet Brachycolus och familjen långrörsbladlöss. Inga underarter finns listade i Catalogue of Life.